# Edward Brooke
Edward Brooke (Washington, 26 ottobre 1919 – Coral Gables, 3 gennaio 2015) è stato un politico statunitense, il primo senatore nero nella storia degli Stati Uniti d'America.
Fu eletto al Senato per il Massachusetts nel 1967.